# نجات‌الله ابراهیمیان
نجات‌الله ابراهیمیان (زاده شهریور ۱۳۴۴ در تنکابن) دارای دکتری حقوق از فرانسه، سخنگو و عضو حقوقدان شورای نگهبان در دورهٔ ششم بود که در تیر ماه سال ۱۳۹۲ با آرای نمایندگان مجلس شورای اسلامی برای مدت ۶ سال به‌عنوان عضو حقوقدان شورای نگهبان انتخاب شد و تا تیر ماه سال ۱۳۹۸ در سمت خود باقی ماند.

## سوابق

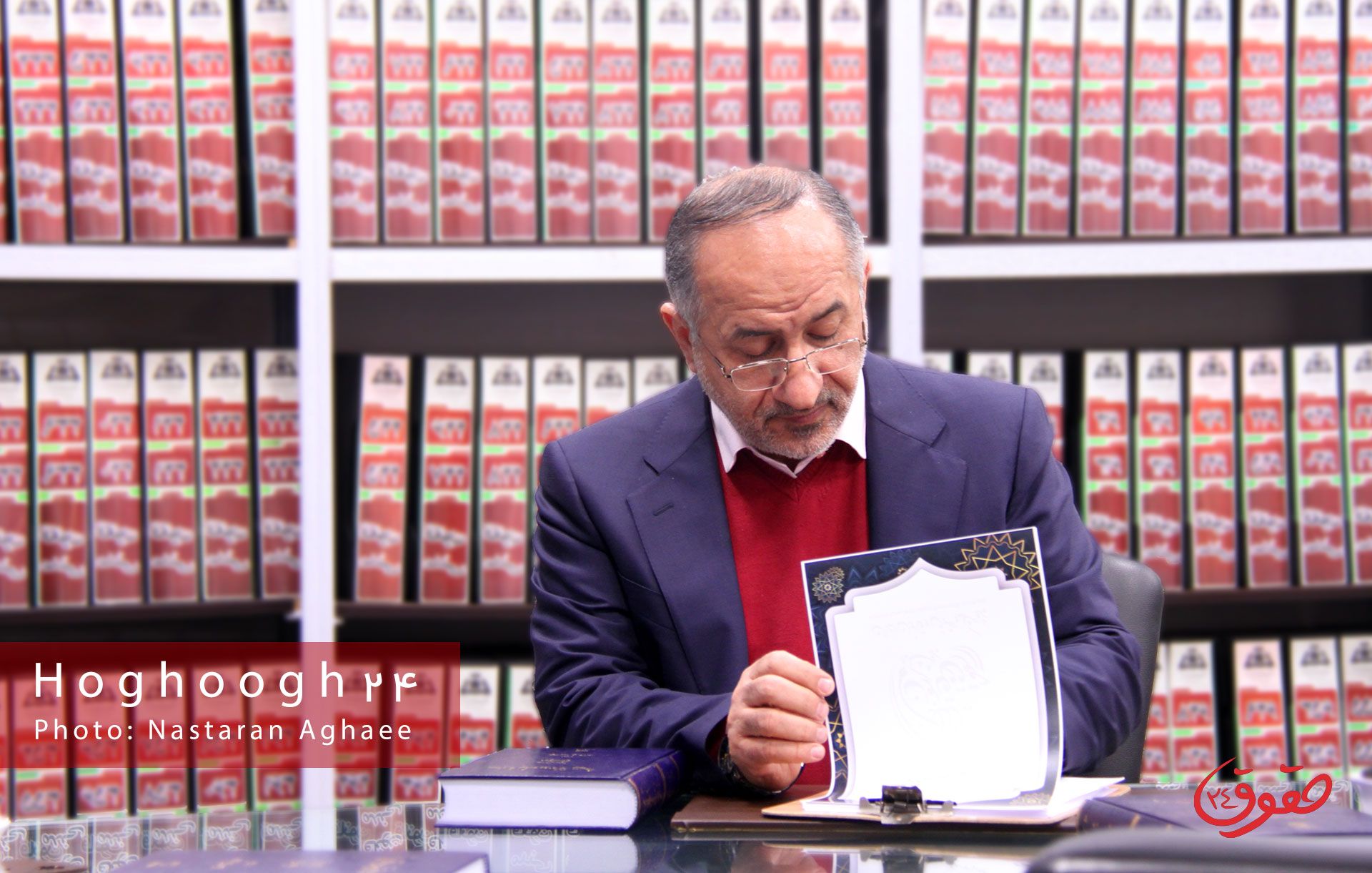
ابراهیمیان در پژوهشکده حقوق و قانون ایران

دادیار دادگستری، ریاست شعب دادگاه عمومی و مستشاری، ریاست شعب دادگاه تجدیدنظر استان تهران، مدیرکل امور پارلمانی وزارت دادگستری، معاون دادستان انتظامی قضات، عضو هیئت علمی دانشگاه

## عضویت در شورای نگهبان
در ۲۳ تیر ماه سال ۱۳۹۲، نجات‌الله ابراهیمیان با ۱۳۰ رای به همراه سام سوادکوهی‌فر با ۱۴۷ رای و محسن اسماعیلی با ۲۳۷ رای از مجموع ۲۶۰ آرای ماخوذه به عنوان حقوقدانان شورای نگهبان از سوی مجلس برای فعالیت ۶ ساله انتخاب شدند.

## استعفا از سخنگویی شورای نگهبان
در ۲۶ دی ۱۳۹۴ و همزمان با روز اعلام نتایج بررسی صلاحیت کاندیداهای دهمین دورهٔ انتخابات مجلس شورای اسلامی، نجات الله ابراهیمیان اعلام کرد که از سخنگویی شورای نگهبان استعفا کرده‌است. پس از آن برخی اعضاء شورای نگهبان اعلام کردند که دبیر شورا احمد جنتی، با استعفای وی مخالفت کرده‌ اما ابراهیمیان مجدداً اعلام کرد که دیگر سخنگوی شورای نگهبان نیست و استعفای او نیازی به تأیید دبیر شورا ندارد. او همچنین اشاره کرد که دلایل استعفای خود از سمت سخنگوی شورای نگهبان را بعداً اعلام خواهد کرد.
وی بعدها پس از اعلام نتایج انتخابات در اسفند ۹۴، دلایل استعفای خود را اینگونه بیان کرد: «متأسفانه مسئله بررسی صلاحیت‌ها برای من خاطره خوبی نیست. اختلاف سلیقه با دبیر شورای نگهبان دارم. صدا و سیما رسانه مطلوب و محبوب من نیست. فکر می‌کنم بخشی از گناه عَلَم شدن بشقاب‌های ماهواره‌ای بر گردن صدا و سیما است.  آیت الله جنتی به حقوقدانان شورا، روی خوش نشان نداد. در بحث آزمون شاید خیلی متفاوت با کاندیداها برخورد شد. دبیر شورای نگهبان در ابتدا با انتخاب اعضای جدید در شورای نگهبان خیلی موافق نبودند و با این اعضایی که توسط مجلس انتخاب شدند به این اعضا خیلی روی خوشی نشان ندادند. در همین خبرگان کسانی بودند که بدون آزمون وارد انتخابات شدند. اما سید حسن خمینی مستثنا شد و شورا تاکید داشت که به دلیل عدم شرکت در آزمون صلاحیت علمی ایشان تایید نشده است. این تبعیضات چگونه توجیه‌پذیر است؟»